# Pavlovia
Pavlovia is een geslacht van uitgestorven ammonieten die leefden tijdens het Tithonien (Laat-Jura), zo'n 150 tot 145 miljoen jaar geleden.

## Beschrijving
Deze ammonieten hebben een los gewonden, evolute schelp, wat betekent dat de windingen elkaar grotendeels niet overlappen. De sutuurlijnen, waar de septa (scheidingswanden tussen de kamers) aan de schelpwand vastzitten, zijn ingewikkeld. De sculptuur bestaat uit geprononceerde ribben, die zich van het centrum naar de buitenkant toe eenmaal in tweeën splitsen. De windingen van de schelp zijn op doorsnee rond. De laatste woonkamer neemt bijna een hele winding in beslag. De diameter van de schelp bedraagt ongeveer 4 cm.